# Comitatul Huntington, Indiana
Comitatul Huntington, conform originalului din limba engleză, Huntington County, este unul din cele 93 de comitate ale statului american Indiana. Conform recensământului Statelor Unite Census 2000, efectuat de United States Census Bureau, populația totală era de 37.743 de locuitori. Sediul comitatului este orașul omonim, Huntington GR6. Denominarea Huntington County este 69 Arhivat în 7 iunie 2011, la Wayback Machine. pe lista comitatelor statului.

## Demografie
|  | Graficele sunt indisponibile din cauza unor probleme tehnice. Mai multe informații se găsesc la Phabricator și la wiki-ul MediaWiki. |

Date: Wikidata - grafică realizată de Wikipedia